# Susanna Simon
Ne doit pas être confondu avec Susana Simon.
Pour les articles homonymes, voir Simon (patronyme).
Susanna Simon est une actrice allemande née le 23 juillet 1968 à Alma-Ata, en République socialiste soviétique kazakhe, actuelle République du Kazakhstan.

## Biographie
Elle est la sœur de l'actrice Maria Simon.

## Filmographie
- 1992 : Wolff, police criminelle (Wolffs Revier) (série télévisée) : Wanda
- 1994 : Mesmer : Grand Lady in Paris
- 1994 : Endloser Abschied (TV) : Petra
- 1994 : Un cas pour deux (Ein Fall für zwei) (série télévisée) : Sabrina Meyer
- 1995 : Contre Vents et Marées (Gegen den Wind) (série télévisée) : Katrin Menzinger
- 1995 : Flirt : Elisabeth, Dwight's friend
- 1996 : Liebe, Leben, Tod (TV)
- 1996 : Friedemann Brix - Eine Schwäche für Mord (série télévisée) : Sabine Brügge
- 1997 : Tödlicher Duft (TV) : Caroline
- 1997 : The Lost Daughter (TV) : Catherine Lasky
- 1997 : Schlank bis in den Tod (TV) : Nicole Kremer
- 1997 : Dein Tod ist die gerechte Strafe (TV) : Pamela Schott
- 1997 : Die Heilige Hure (TV) : Dr. Marie Steiner
- 1997 : Winterkind (TV) : Jelena Uschakowa
- 1998 : Heimatgeschichten (série télévisée) : Sophie
- 1998 : Rache für mein totes Kind (TV) : Julie
- 1998 : Romantique Romeo (Zur Zeit zu zweit) (TV) : Lili
- 1998 : Balko (série télévisée) : Jeanette Schäfer
- 1999 : Pause-Bébé (Das Verflixte Babyjahr - Nie wieder Sex?!) (TV) : Lisa Landauer
- 1999 : Maître Da Costa (série télévisée) : Martine Guigal
- 1999 : Tach Herr Dokter - Der Heinz Becker Film : Sekretärin Frau Rickebick
- 1999 : Paul und Clara - Liebe vergeht nie (TV) : Doris
- 1999 : Waschen, schneiden, legen : Melanie
- 2000 : Victor - Der Schutzengel (TV) : Regina Loose
- 2000 : Schimanski (Tatort) (série télévisée) : Dagmar Nehls
- 2000 : Vor Sonnenuntergang (TV) : Juliane Benning
- 2000 : Mord im Swingerclub (TV) : Katja Bach
- 2000 : Jahrestage (feuilleton TV) : Lisbeth Papenbrock
- 2001 : Liebesschuld (TV) : Ankes Gynäkologin
- 2001 : Der Verleger (TV) : Luise
- 2001 : Große Liebe wider Willen (TV) : Sarah
- 2002 : La Clef de ton cœur (Flitterwochen im Treppenhaus) (TV) : Kim Garben
- 2002 : L'Impossible rêve (Vittorio - Momente des Glücks) (TV) : Bea Rossi
- 2003 : Freundinnen für immer (TV) : Eva König
- 2003 : Geheimnisvolle Freundinnen (TV) : Pia
- 2003 : Schöne Lügen (TV) : Kim Joosten
- 2003 : Commissaire Brunetti (série télévisée) : Elisabeth Wellauer
- 2003 : L'Héritage du bonheur (Wunschkinder und andere Zufälle) (TV) : Susanne Reimund
- 2005 : Polizeiruf 110 (série télévisée) : Edith
- 2005 : Miss Texas (série télévisée) : Lily Thelen
- 2006 : Unsolved (Der Elefant - Mord verjährt nie) (série télévisée) : Anja Frick
- 2006 : Les Enfants contre-attaquent (Geküsst wird vor Gericht) (TV) : Felicitas Minkowski
- 2006 : Peur noire (Die Krähen) (TV) : Alexandra Werner
- 2006 : Le Mariage de mes filles (Die Hochzeit meiner Töchter) (TV) : Susanne Reimer
- 2007 : La Fabrique des rêves (Albert - Mein unsichtbarer Freund) (TV) : Lena Sommer
- 2007 : Max Minsky und ich : Melissa Minsky
- 2007 : Manatu : Le Jeu des trois vérités (Manatu - Nur die Wahrheit rettet Dich) (TV) : Laura
- 2007 : Deadline, chaque seconde compte (série télévisée) : Karen Junghans
- 2007 : Stolberg (série télévisée) : Simone Beck
- 2008 : Une équipe de choc (Ein Starkes Team) (série télévisée) : Doris Buchholz
- 2008 : Die Hitzewelle - Keiner kann entkommen (TV) : Martina Fechner
- 2008 : Späte Rache - Eine Familie wehrt sich (TV) : Ina Lohmann
- 2008 : Wunschkinder III - Mamas Flitterwochen (TV) : Susanne Reimund